# 1. Klasse Danzig-Westpreußen
De 1. Klasse Danzig-Westpreußen was de tweede voetbaldivisie van de Gauliga Danzig-Westpreußen tussen 1940 en 1945. 

## Geschiedenis
Na de Poolse Veldtocht werd West-Pruisen, dat na de Eerste Wereldoorlog aan Polen afgestaan werd terug ingenomen door Nazi-Duitsland. De club uit Danzig en omgeving, die voorheen in de Gauliga Ostpreußen speelden werden overgeheveld naar deze nieuwe competitie. In de Gauliga speelden enkel de reeds bestaande clubs uit Danzig en Elbing, maar in de 1. klasse speelden ook nieuw opgerichte de clubs uit West-Pruisen. 
De competitie werd in meerdere reeksen opgedeeld waarvan de winnaars een eindronde om promotie speelden. Het laatste seizoen werd niet voltooid door het nakende einde van de Tweede Wereldoorlog. Na de oorlog werd dit gebied Pools en verdwenen alle clubs. 